# سایت عملیات خط مقدم
سایت عملیات خط مقدم یا مکان عملیات خط مقدم واژه‌ای مورد استفاده در نیروهای نظامی ایالات متحده آمریکا است.
سایت عملیات خط مقدم یک پایگاه با قابلیت تغییر اندازه و دارای تسلیحات گرم (warm facility) است که می‌تواند از عملیات طولانی مدت پشتیبانی کند اما تعداد پرسنل پشتیبانی تمام‌وقت یا قراردادی آن بسیار کم است. سایت عملیات خط مقدم شامل نیروهای گردشی و تجهیزات مستقر شده می‌شود.
این سایت‌ها سال ۲۰۰۴ توسط پنتاگون با هدف مقابله با تهدیدات منطقه‌ای در درجه اول در آفریقا، آسیا و آمریکای لاتین در پی گزارش بررسی وضعیت جهانی ساخته شدند.
سایت عملیات خط مقدم با مکان امنیتی مشارکتی که هیچ نیروی تمام وقت یا پرسنل قراردادی ندارند یا پایگاه عملیات اصلی با پرسنل زیاد و سنگربندی قوی فرق دارد.

## مکان‌ها

### آسیا
- پایگاه هوایی پایا لبار، سنگاپور [۳]

### آمریکای لاتین
- فرودگاه بین‌المللی هاتو، کوراسائو، پادشاهی هلند [۴]
- فرودگاه بین‌المللی کویین بیاتریکس، آروبا، پادشاهی هلند[۴]
- پایگاه هوایی سوتو کانو، هندوراس [۳]

### اروپا
- فرودگاه نیروی هوایی سلطنتی فیرفورد، بریتانیا [۳]
- بلغارستان [۵]
- رومانی [۵]

### Africa
- اردوگاه لمونیر، جیبوتی [۶]
- مراکش [۵]
- تونس [۵]